# Mikoula Selianinovitch
Mikoula Selianinovitch (en russe : Микула Селянинович) est un personnage légendaire, bogatyr-laboureur qui apparaît dans les bylines russes du cycle de Novgorod.

## Étymologie
Le nom de Mikoula est la forme populaire du prénom Nikolaï; peut-être par fusion avec le prénom Mikhaïl.

### Variantes du nom
Une variante existe sous la forme — Vikoula qui s'explique par la transition du M le V dans certains dialectes. Le patronyme par contre est beaucoup plus diversifié : Selianinovitch, Selianovitch, Selianinov, Seiatelevitch, Seliaginov et Seliaginovitch.

## Image du bogatyr-laboureur

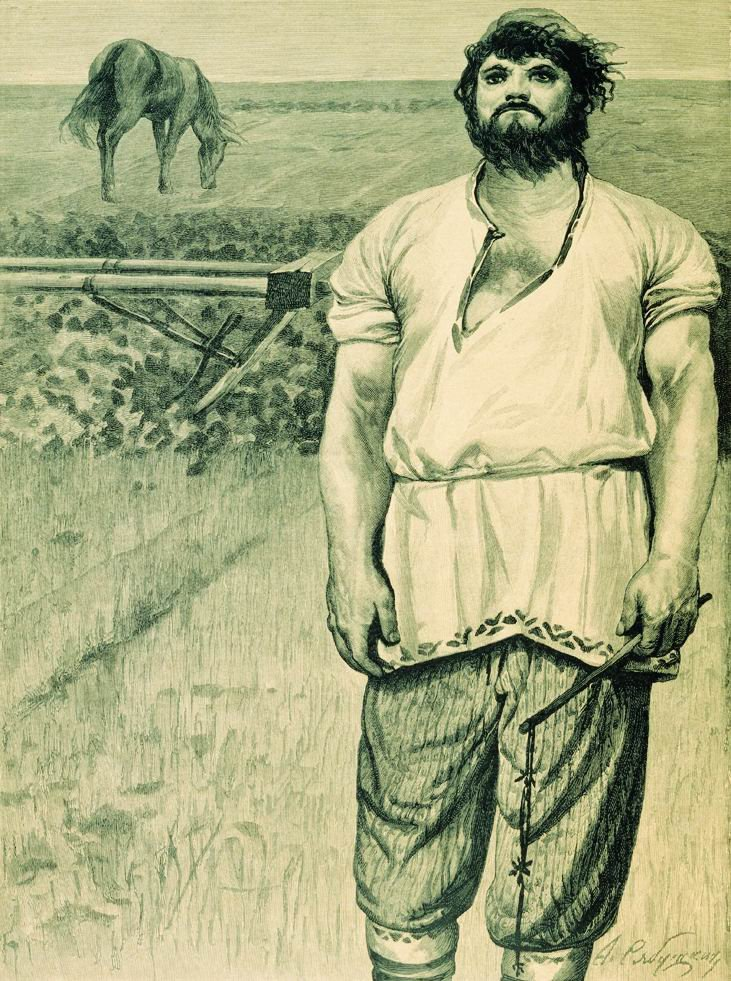
Mikoula Selianinovitch, Andreï Riabouchkine 1895

Ce bogatyr personnifie la force des paysans ; il est impossible de le battre par la force, parce que toute la famille de Mikoula aime la Terre-Mère (ru).
Certaines bylines sont dédiées à Mikoula : La Volga et Mikoula Selianinovitch, Sviatogor et Mikoula Selianinovitch. Selon une ces bylines il demande au Grand-bogatyr de soulever un sac qui est tombé par terre. Mais celui-ci ne peut le faire. Alors Mikoula soulève le sac d'une seule main et dit qu'il contient « tout le poids de la terre ».
Selon le folklore Mikoula a deux filles, des femmes-bogatyrs guerrières, du genre des amazones :
- Vassilissa Mikoulichna — épouse de Stavre Godinovitch;
- Nastasia Mikoulichna — épouse de Dobrynia Nikititch

## Représentations

### Astronomie
- (2969) Mikula, astéroïde nommé en son honneur[3].